# Gekko truongi
Gekko truongi es una especie de gecos de la familia Gekkonidae.

## Distribución geográfica
Es endémica del sudeste de Vietnam.